# CA Kimberley
Club Atlético Kimberley de Mar del Plata – argentyński klub piłkarski z siedzibą w mieście Mar del Plata leżącym w prowincji Buenos Aires.

## Osiągnięcia
- Udział w mistrzostwach Argentyny Nacional (6): 1970, 1971, 1973, 1979, 1983, 1984
- Mistrz Liga Marplatense de Fútbol (13): 1933, 1934, 1936, 1947, 1962, 1969, 1970, 1978, 1982, 1983, 1986, 1991, 2000

## Historia
Klub Kimberley założono 6 lipca 1921 roku, a w roku 1924 nowy klub przystąpił do rozgrywek miejscowej ligi Liga Marplatense de Fútbol. W Torneo Argentino C Kimberley grał ostatni raz w sezonie 2004/05, a obecnie gra w lidze prowincjonalnej Liga Marplatense w strefie B (liga podzielona na cztery sterfy A, B, C i D po 7 klubów w każdej).